# 严东关
严东关，旧称严州东关或东关，在今浙江省建德市梅城镇，故浙江严州府城东大门，为新安江、兰江、富春江三江交汇处水陆要冲，门楼应旅游开发复建，今主要为区域名称。当地特产为严东关五加皮酒，为中华人民共和国国家地理标志产品。2019年，建德市举办“新安江杯”严东关旅游综合体，计划将严东关地块打造为旅游区。